# Contea di Mayes
La contea di Mayes (in inglese Mayes County) è una contea dello Stato dell'Oklahoma, negli Stati Uniti. La popolazione al censimento del 2000 era di 38 369 abitanti. Il capoluogo di contea è Pryor Creek.